# Rhinella martyi
Rhinella martyi es una especie de anfibio anuro de la familia Bufonidae.

## Distribución geográfica
Esta especie habita entre los 50 y 510 m de altitud:
- en Surinam;
- en Guyana;
- en Guayana Francesa;
- en Brasil en la Serra do Navio en el estado de Amapá.[4]

Su presencia es incierta en Venezuela.

## Descripción
El macho mide 52.33 mm y la hembra 68.85 mm.

## Etimología
Esta especie lleva el nombre en honor a Christian Marty.

## Publicación original
- Fouquet, Gaucher, Blanc & Vélez-Rodríguez, 2007 : Description of two new species of Rhinella (Anura: Bufonidae) from the lowlands of the Guiana shield. Zootaxa, n.º 1663, p. 17-32[5]